# Harald Jensen (politiker, 1851-1925)
 Der er flere personer med dette navn, se Harald Jensen.
Harald Otto Jensen (13. oktober 1851 i København – 18. oktober 1925 i Aarhus) var en dansk typograf, fagforeningsformand, politiker og redaktør fra Aarhus.
Jensen blev i 1875 ansat som typograf ved Aarhus Amtstidende. Fra 1883 engagerede han sig i det politiske arbejde i Socialdemokratiet og etablerede sammen med Emil Marott Socialdemokratisk Ugeblad, som han var redaktør for. Han var desuden formand for Dansk Typografisk Forening. Ugebladet blev i 1884 omdannet til dagbladet Demokraten, der allerede i 1888 blev solgt til Social-Demokraten i København. Han fortsatte dog som avisens redaktør frem til 1918.
I 1890 blev han valgt til Folketinget for Skjoldelevkredsen, men tabte kredsen ved valget i 1892; fra 1895 til 1906 sad han igen i Folketinget som repræsentant for Aarhus Nordre Kreds. Han var derefter medlem af Landstinget fra 1906 til sin død. Han var medlem af Finansudvalget fra 1901 og medlem af Tuberkulosekommissionen. I 1894 blev han valgt til Aarhus Byråd, og fra 1888 sad han i Socialdemokratiets hovedbestyrelse.
Harald Jensens Plads i Aarhus er opkaldt efter ham. Han er begravet på Nordre Kirkegård i Aarhus.